# Livorno
Livorno kikötőváros Olaszország Toszkána régiójának nyugati határán, a Ligur-tenger partján. Livorno megye székhelye, az ország nyugati partjának harmadik legnagyobb kikötőjével. Itt működik az olasz haditengerészeti akadémia és a parti őrség központja.

## Népesség
A település népessége az elmúlt években az alábbi módon változott:
| Lakosok száma | 159 431 | 159 020 | 158 916 | 158 371 | 152 914 |
|               | 2015    | 2016    | 2017    | 2018    | 2023    |

## Fő látnivalók
- Montenero szentély
- Quattro mori emlékmű

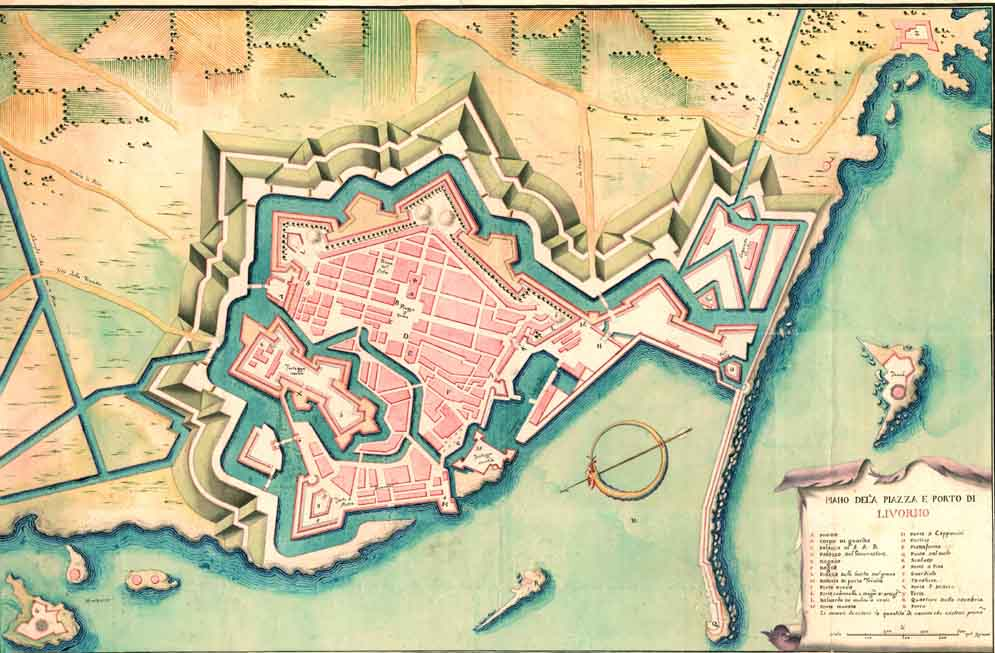
17. századi térkép a városról
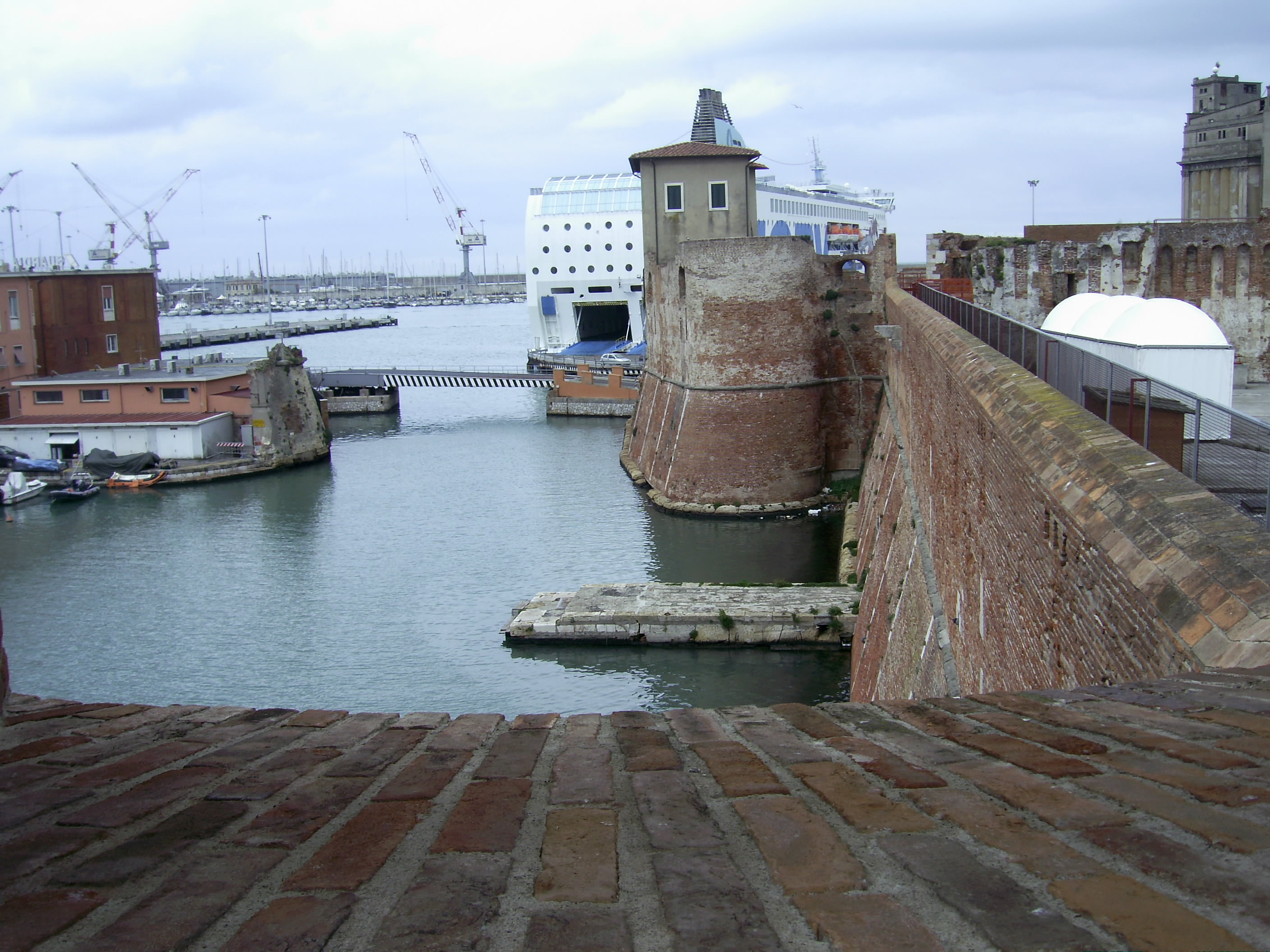
A Fortezza Vecchia
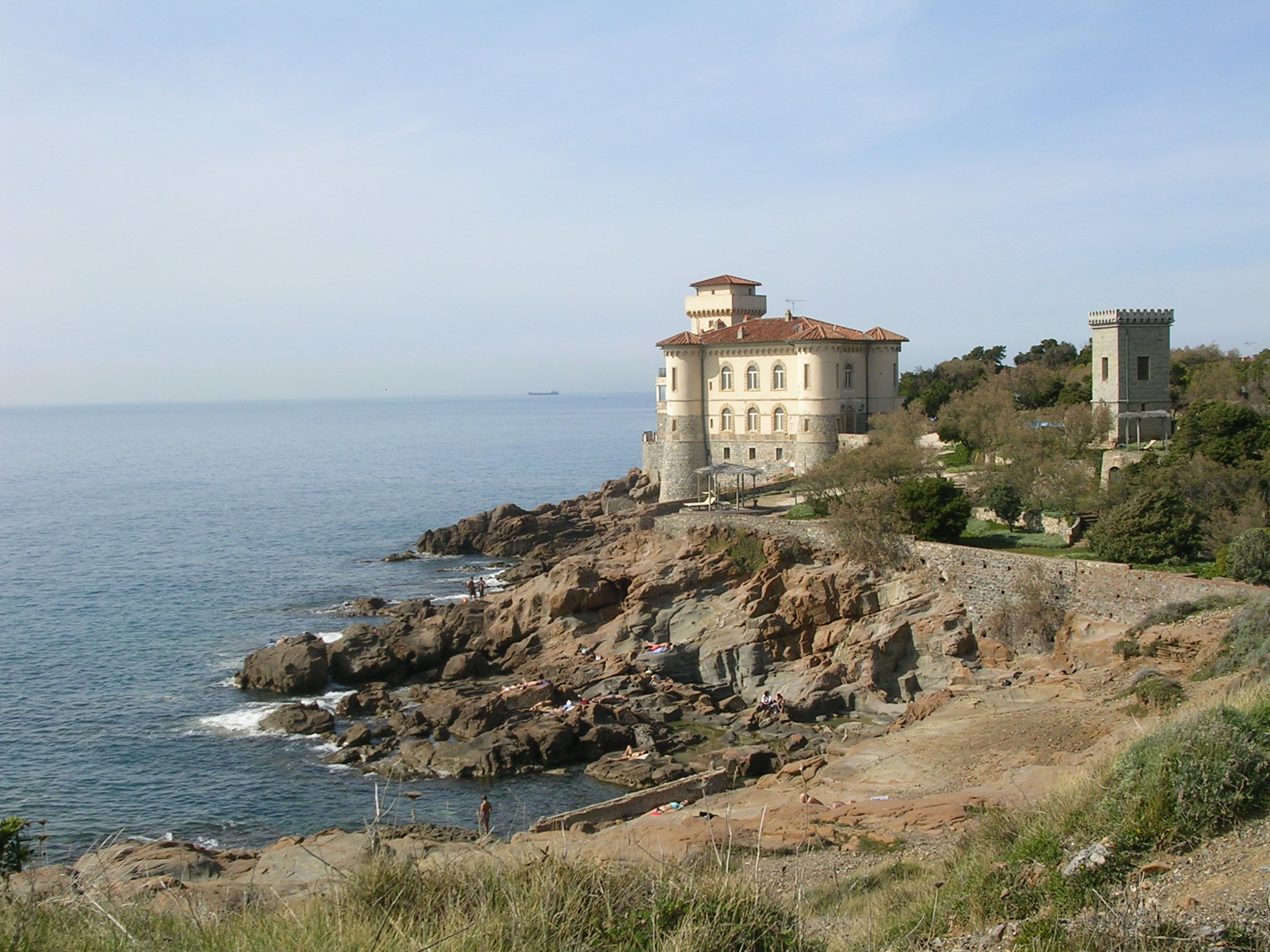
A Ligur-tenger partja Livorno közelében

## Testvérvárosok
- Izrael, Bat Yam
- Amerikai Egyesült Államok, Oakland
- Spanyolország, Guadalajara
- Vietnám, Hải Phòng
- Oroszország, Novorosszijszk

## Híres emberek
- Itt született Amedeo Modigliani (1884–1920), festő.
- Itt született Giovanni Fattori (1825–1908), festő.
- Itt született Voltolino Fontani (1920–1976), festő.
- Itt hunyt el 1875-ben Supala Ferenc könyvtáros.

## Fordítás
- Ez a szócikk részben vagy egészben  a   Livorno című angol Wikipédia-szócikk fordításán alapul.  Az eredeti cikk szerkesztőit annak laptörténete sorolja fel. Ez a jelzés csupán a megfogalmazás eredetét és a szerzői jogokat jelzi, nem szolgál a cikkben szereplő információk forrásmegjelöléseként.